# Amphiblestrum frigidum
Amphiblestrum frigidum is een mosdiertjessoort uit de familie van de Calloporidae. De wetenschappelijke naam van de soort is voor het eerst geldig gepubliceerd in 2002 door Rosso.